# Torpedo Bangalore

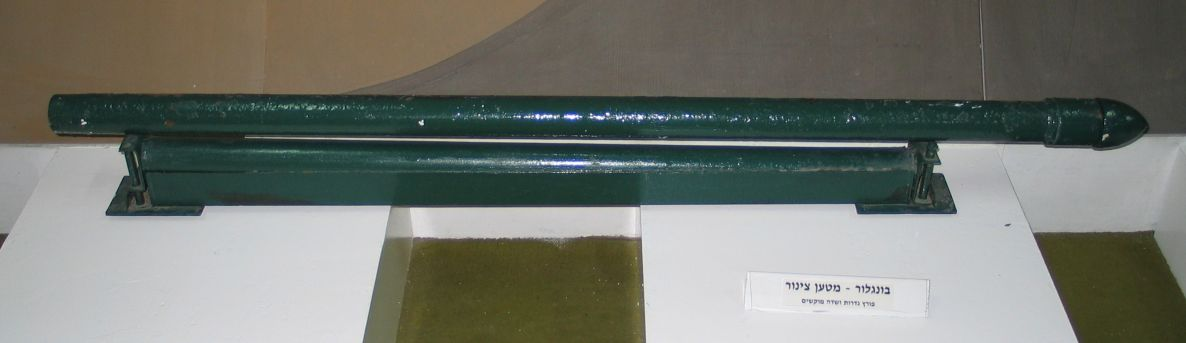
Bangalore en el museo Batey ha-Osef de Israel.

Un torpedo Bangalore es un dispositivo en el cual la carga explosiva es colocada al extremo de un largo tubo extensible. 
Es utilizado por los ingenieros militares para eliminar obstáculos, que de otra forma requieren su aproximación directa, bajo posible fuego enemigo. Es comúnmente referido como mina Bangalore, bangers o simplemente como Bangalore.